# Роман с ключом
Романы с ключом (фр. roman à clef) — светские романы, получившие распространение в Испании XVI века и Франции XVII века, в которых за условными историческими или мифологическими персонажами угадывались современные придворные. Зачастую к такому роману прилагался «ключ» — список, где указывалось, кто из придворных зашифрован в качестве того или иного персонажа.
Автор романа с ключом, как правило, выставлял своих современников в неприглядном свете, раскрывал сведения о негласных связях между влиятельными фигурами. Основная интенция автора такого романа — сатирическая. Поскольку аллюзии на современников были понятны только ограниченному кругу посвящённых или обладателям «ключа», это ограждало автора от преследований со стороны властей предержащих.
Прототипом романа с ключом была «Аргенида» (1621) — политический роман Джона Беркли. Классический пример романа с ключом — 13000-страничный «Великий Кир» мадемуазель Скюдери (1649—1653) — претендует на звание самого пространного произведения французской литературы. В Восточной Европе к этой категории относится первый молдавский роман «Иероглифическая история» Дмитрия Кантемира (1704—1705).

## Модернистские романы и повести
Роман с ключом вышел из моды в XIX веке, но пережил бурный всплеск в 1920-е годы. Беспрецедентная динамика «ревущих двадцатых» — первых лет, последовавших за изматывающей полосой революций и войн, — стремилась выплеснуться на страницы книг с ярко выраженной мемуарной составляющей. Поскольку участники событий были живы, действующих лиц маскировали под вымышленными именами. Для «романов с ключом» эпохи модернизма характерна автобиографичность: почти всегда одним из действующих лиц является сам автор.
В России дань модному направлению отдали Вениамин Каверин («Скандалист»), Ольга Форш («Сумасшедший корабль»), Константин Вагинов («Козлиная песнь»), Анатолий Мариенгоф («Роман без вранья», «Циники»), Илья Зданевич («Парижачьи»), Виктор Шкловский («Письма не о любви»), Михаил Булгаков («Театральный роман»), Юрий Анненков («Повесть о пустяках»), Марина Цветаева («Повесть о Сонечке»), Аркадий Аверченко («Шутка мецената»), М. Агеев («Роман с кокаином»), Валентин Катаев («Алмазный мой венец»). Некоторые из этих произведений, хотя и повествуют о первых годах после революции, были написаны годы спустя.
Аналогичные тенденции в других национальных литературах иллюстрируют такие книги, как «Фиеста» Э. Хемингуэя (1926), «Белла» Ж. Жироду (1926), «Контрапункт» О. Хаксли (1928), «Пироги и пиво» С. Моэма (1930), «Успех» Л. Фейхтвангера (1929). В последнем из названных под вымышленными именами изображены баварские политики того времени, в том числе молодой Гитлер. К романам с ключом также относят произведение И. Лейзеровича «Из зелёной библии» (1936), где зашифрованы деятели эсперанто-движения.

## Границы жанра
Известную сложность представляет разграничение модернистского романа с ключом и других жанров с выраженным автобиографическим началом. К примеру, знаменитые романы «серебряного века» — «Огненный ангел», «Серебряный голубь» — также поддаются прототипической расшифровке, однако их герои не могут быть сведены к прототипам: образы реальных людей перемешаны и творчески претворены авторами. Молодому Томасу Манну примерно в те же годы приходилось отбиваться от обвинений, что все его нашумевшие произведения («Будденброки», «Тонио Крёгер», «Кровь Вельзунгов») написаны «с ключом». Автобиографическим является «Портрет художника в юности» Джойса. Тем не менее все эти произведения обычно не рассматриваются как романы с ключом (в частности, по причине несущественности сатирического компонента).